# Обласні автомобільні шляхи Рівненської області
Обласні автомобільні дороги Рівненської області — автомобільні шляхи обласного значення, що проходять територією Рівненської області України. Список включає усі дороги місцевого значення області, головним критерієм для визначення порядку слідування елементів є номер дороги у переліку.

## Перелік обласних автомобільних доріг у Рівненській області
| Індекс та номер дороги | Найменування автомобільної дороги                              | Протяжність, км | Опис | OpenStreetMap |
| ---------------------- | -------------------------------------------------------------- | --------------- | --- | ------------- |
| О180101                | Балашівка - Сівки - Соснове                                    | 42,0            | Автошля́х О180101 — автомобільний шлях довжиною 42,0 км, обласна дорога місцевого значення у Рівненській області. Пролягає по Березнівському районі від села Балашівка до селища міського типу Соснове. Починається в селі Балашівка на перетині з О180109, проходить через села Сівки, Мочулянка, Губків. Закінчується в селищі міського типу Соснове на перетині з О180106. Між селом Губків і селищем міського типу Соснове перетинає О180110. Поблизу села Сівки перетинає річки Бобер (двічі) і Бобрик, поблизу села Мочулянка - річки Видринка і Вілля, між селом Губків і селищем міського типу Соснове - річку Случ. |               |
| О180102                | Березне - Білка - Голубне                                      | 18,1            | Автошля́х О180102 — автомобільний шлях довжиною 18,1 км, обласна дорога місцевого значення у Рівненській області. Пролягає по Березнівському районі від міста Березне до села Голубне. Починається в місті Березне на перетині з Т 1811 (вулиця Андріївська), проходить через села Зірне, Білка, Підгало. Закінчується поблизу села Голубне. В місті Березне проходить по вулиці Зірненська. В селі Білка до шляху примикає О180104. |               |
| О180103                | Князівка - Вітковичі - Т 1811 - Хотин                          | 22,4            | Автошля́х О180103 — автомобільний шлях довжиною 22,4 км, обласна дорога місцевого значення у Рівненській області. Пролягає по Березнівському районі від села Князівка до села Хотин. Починається в селі Князівка, проходить через село Вітковичі, закінчується в селі Хотин. Поблизу міста Березне збігається з Т 1811 (1,3 км). В селі Вітковичі перетинає річки Велика Річка і Мала Річка, поблизу села Хотин - річку Комарниця. |               |
| О180104                | Моквин - Білка                                                 | 3,7             | Автошля́х О180104 — автомобільний шлях довжиною 3,7 км, обласна дорога місцевого значення у Рівненській області. Пролягає по Березнівському районі від села Моквин до села Білка. Починається в селі Моквин на перетині з О180108, закінчується в селі Білка на перетині з О180102. В селі Білка перетинає річку Бомбилівка. |               |
| О180105                | Кам'янка - Велике Поле                                         | 9,9             | Автошля́х О180105 — автомобільний шлях довжиною 9,9 км, обласна дорога місцевого значення у Рівненській області. Пролягає по Березнівському районі від села Кам'янка до села Велика Купля. Починається в селі Кам'янка на перетині з Т 1811, проходить через села Яблунне, Замостище, Велике Поле. Закінчується в селі Велика Купля. |               |
| О180106                | Великі Селища - Глибочок                                       | 6,4             | Автошля́х О180106 — автомобільний шлях довжиною 6,4 км, обласна дорога місцевого значення у Рівненській області. Пролягає по Березнівському (5,4 км) та Корецькому (1,0 км) районах від перетину з Т 1819 до перетину з О180907. Починається на перетині з Т 1819, проходить через село Глибочок, закінчується на перетині з О180907. |               |
| О180107                | Н25 - Поляни                                                   | 4,9             | Автошля́х О180107 — автомобільний шлях довжиною 4,9 км, обласна дорога місцевого значення у Рівненській області. Пролягає по Березнівському районі від перетину з Н25 до села Поляни. Починається на перетині з Н25, закінчується в селі Поляни на перетині з О180111. |               |
| О180108                | Моквин - Друхів - Поліське - Грушівка - Ведмедівка             | 21,9            | Автошля́х О180108 — автомобільний шлях довжиною 21,9 км, обласна дорога місцевого значення у Рівненській області. Пролягає по Березнівському районі від села Моквин до села Ведмедівка. Починається в селі Моквин на перетині з Т 1812, проходить через села Новий Моквин, Друхів, Поліське, Грушівка, Грушівська Гута. Закінчується в селі Ведмедівка. В селі Моквин до шляху примикає О180104. В селі Друхів (двічі) і в селі Грушівка перетинає річку Сергіївка. |               |
| О180109                | Т 1811 - Яцьковичі                                             | 8,3             | Автошля́х О180109 — автомобільний шлях довжиною 8,3 км, обласна дорога місцевого значення у Рівненській області. Пролягає по Березнівському районі від перетину з Т 1811 до села Яцьковичі. Починається на перетині з Т 1811, проходить через село Балашівка, закінчується в селі Яцьковичі. В селі Балашівка до шляху примикає О180101. В селі Балашівка перетинає річку Комарниця, в селі Яцьковичі - річку Переспа. |               |
| О180110                | Вілля - Губків - Більчаки                                      | 15,6            | Автошля́х О180110 — автомобільний шлях довжиною 15,6 км, обласна дорога місцевого значення у Рівненській області. Пролягає по Березнівському районі від села Вілля до села Більчаки. Починається в селі Вілля, проходить через села Губків, закінчується в селі Більчаки. В селі Губків перетинає О180101. |               |
| О180111                | Н25 - Бронне - Поляни - Т 1812                                 | 15,3            | Автошля́х О180111 — автомобільний шлях довжиною 15,3 км, обласна дорога місцевого значення у Рівненській області. Пролягає по Березнівському районі від села Малинськ до перетину з Т 1812. Починається в селі Малинськ на перетині з Т 1826, проходить через села Бронне, Поляни. Закінчується в селі Орлівка на перетині з Т 1812. Поблизу села Малинськ перетинає Н25. В селі Поляни до шляху примикає О180107. |               |
| О180201                | Городок - Рудка                                                | 17,2            | Автошля́х О180201 — автомобільний шлях довжиною 17,2 км, обласна дорога місцевого значення у Рівненській області. Пролягає по Володимирецькому районі від кордону з Волинською областю до села Рудка. Починається на кордоні з Волинською областю, проходить через села Городок, Озерці. Закінчується в селі Рудка. Проходить через Ландшафтний заказник «Білоозерський» Рівненського природного заповідника (9,4 км). В селі Городок перетинає річку Веселуха, поблизу села Озерці - річку Березина, в селі Рудка - річку Лоток. |               |
| О180202                | Володимирець - Антонівка                                       | 16,4            | Автошля́х О180202 — автомобільний шлях довжиною 16,4 км, обласна дорога місцевого значення у Рівненській області. Пролягає по Володимирецькому районі від селища міського типу Володимирець до села Антонівка. Починається в селищі міського типу Володимирець на перетині з О180207, закінчується на перетині з Т 1817 поблизу села Антонівка. Перетинає вузькоколійну залізницю Антонівка — Зарічне (Рівненська дирекція залізничних перевезень Львівської залізниці). Поблизу селища міського типу Володимирець перетинає річку Бережанка. |               |
| О180203                | Володимирець - Красносілля - Малі Телковичі                    | 39,9            | Автошля́х О180203 — автомобільний шлях довжиною 39,9 км, обласна дорога місцевого значення у Рівненській області. Пролягає по Володимирецькому районі від селища міського типу Володимирець до села Малі Телковичі. Починається в селищі міського типу Володимирець на перетині з Т 1809, проходить через села Красносілля, Зелене, Воронки, Луко, Біле, Новосілки. Закінчується поблизу села Малі Телковичі. В селі Красносілля до шляху примикає О180204, в селі Зелене - О180209, в селі Воронки - О180210, між селами Луко і Біле - О180212. В селі Біле перетинає вузькоколійну залізницю Антонівка — Зарічне (Рівненська дирекція залізничних перевезень Львівської залізниці). В селі Зелене перетинає річку Безіменка, між селами Зелене і Воронки - річку Стубла. |               |
| О180204                | Красносілля - Сопачів                                          | 16,1            | Автошля́х О180204 — автомобільний шлях довжиною 16,1 км, обласна дорога місцевого значення у Рівненській області. Пролягає по Володимирецькому районі від села Красносілля до села Сопачів. Починається в селі Красносілля на перетині з О180203, проходить через села Зелениця, Половлі. Закінчується поблизу села Сопачів на перетині з О180214. В селі Половлі перетинає річку Стубла. |               |
| О180205                | Чудля - Лозки - Рафалівка                                      | 10,6            | Автошля́х О180205 — автомобільний шлях довжиною 10,6 км, обласна дорога місцевого значення у Рівненській області. Пролягає по Володимирецькому районі від села Чудля до селища міського типу Рафалівка. Починається в селі Чудля, проходить через села Лозки, Кошмаки. Закінчується в селищі міського типу Рафалівка на перетині з Т 1808, О180207. Між селами Чудля і Лозки перетинає Т 1809. В селі Лозки перетинає річку Рів. |               |
| О180206                | Вараш - Заболоття - Рафалівка                                  | 9,3             | Автошля́х О180206 — автомобільний шлях довжиною 9,3 км, обласна дорога місцевого значення у Рівненській області. Пролягає по Володимирецькому районі (7,4 км) та Кузнецовській міській раді (1,9 км) від міста Вараш до селища міського типу Рафалівка. Починається в місті Вараш на вулиці Станційна, проходить через села Заболоття, закінчується в селищі міського типу Рафалівка на перетині з О180207. В місті Вараш проходить по вулиці Станційна біля Рівненської АЕС. Поблизу міста Вараш перетинає залізничну колію лінії Сарни - Ковель (Рівненська дирекція залізничних перевезень Львівської залізниці), в місті Вараш — під'їзний залізничний шлях до Рівненської АЕС. |               |
| О180207                | Володимирець - Жовкині - Великий Жолудськ - Рафалівка - Острів | 28,2            | Автошля́х О180207 — автомобільний шлях довжиною 28,2 км, обласна дорога місцевого значення у Рівненській області. Пролягає по Володимирецькому районі від селища міського типу Володимирець до села Острів. Починається в селищі міського типу Володимирець на перетині з Т 1809 (вулиця Повстанців), проходить через села Жовкині, Великий Жолудськ, Малий Жолудськ, Балаховичі, селище міського типу Рафалівка. Закінчується в селі Острів. В селищі міського типу Рафалівка збігається з Т 1808 (1,7 км). В селищі міського типу Володимирець до шляху примикає О180202, в селищі міського типу Рафалівка - О180205 і О180206, в селі Балаховичі - О180215. В селищі міського типу Рафалівка перетинає залізничну колію лінії Сарни - Ковель (Рівненська дирекція залізничних перевезень Львівської залізниці). |               |
| О180208                | Озеро - Дубівка - Кідри                                        | 22,0            | Автошля́х О180208 — автомобільний шлях довжиною 22,0 км, обласна дорога місцевого значення у Рівненській області. Пролягає по Володимирецькому (21,4 км) та Дубровицькому (1,6 км) районах від села Озеро до села Кідри. Починається в селі Озеро, проходить через села Новаки, Каноничі, Дубівка, Кідри. Закінчується поблизу села Кідри на перетині з О180607. В селі Каноничі збігається з Т 1809 (1,9 км). В селі Каноничі перетинає річку Бережанка. |               |
| О180209                | Степангород - Хиночі - Радижеве - Зелене                       | 18,5            | Автошля́х О180209 — автомобільний шлях довжиною 18,5 км, обласна дорога місцевого значення у Рівненській області. Пролягає по Володимирецькому районі від села Степангород до села Зелене. Починається в селі Степангород, проходить через села Хиночі, Радижеве. Закінчується в селі Зелене на перетині з О180203. В селі Хиночі до шляху примикає О180210. В селі Хиночі перетинає вузькоколійну залізницю Антонівка — Зарічне (Рівненська дирекція залізничних перевезень Львівської залізниці). В селі Степангород перетинає річку Стубла, в селі Хиночі - річку Безіменка. |               |
| О180210                | Хиночі - Воронки                                               | 3,8             | Автошля́х О180210 — автомобільний шлях довжиною 3,8 км, обласна дорога місцевого значення у Рівненській області. Пролягає по Володимирецькому районі від села Хиночі до села Воронки. Починається в селі Хиночі на перетині з О180209, закінчується в селі Воронки на перетині з О180203. Між селами Хиночі і Воронки перетинає вузькоколійну залізницю Антонівка — Зарічне (Рівненська дирекція залізничних перевезень Львівської залізниці). Між селами Хиночі і Воронки перетинає річку Стубла. |               |
| О180211                | Берестівка - Т 1809 - Острівці                                 | 6,4             | Автошля́х О180211 — автомобільний шлях довжиною 6,4 км, обласна дорога місцевого значення у Рівненській області. Пролягає по Володимирецькому районі від села Берестівка до села Острівці. Починається в селі Берестівка, закінчується в селі Острівці. Між селами Берестівка і Острівці збігається з Т 1809 (1,1 км). |               |
| О180212                | О180203 - Бишляк                                               | 9,2             | Автошля́х О180212 — автомобільний шлях довжиною 9,2 км, обласна дорога місцевого значення у Рівненській області. Пролягає по Володимирецькому районі від перетину з О180203 до села Бишляк. Починається на перетині з О180203, проходить через села Великі Телковичі, закінчується в селі Бишляк. |               |
| О180213                | М07 - Ромейки                                                  | 3,0             | Автошля́х О180213 — автомобільний шлях довжиною 3,0 км, обласна дорога місцевого значення у Рівненській області. Пролягає по Володимирецькому районі від перетину з М07 до села Ромейки. Починається на перетині з М07, закінчується в селі Ромейки. В селі Ромейки перетинає річку Вирка. |               |
| О180214                | Щоків - Сопачів - Стара Рафалівка                              | 12,2            | Автошля́х О180214 — автомобільний шлях довжиною 12,2 км, обласна дорога місцевого значення у Рівненській області. Пролягає по Володимирецькому районі від села Щоків до села Стара Рафалівка. Починається в селі Щоків, проходить через села Діброва, Сопачів, Бабка. Закінчується в селі Стара Рафалівка на перетині з Т 1808. В селі Сопачів до шляху примикає О180204. В селі Сопачів перетинає річку Рів. |               |
| О180215                | М07 - Балаховичі - О180207                                     | 5,6             | Автошля́х О180215 — автомобільний шлях довжиною 5,6 км, обласна дорога місцевого значення у Рівненській області. Пролягає по Володимирецькому районі від перетину з М07 до села Балаховичі. Починається на перетині з М07, закінчується в селі Балаховичі на перетині з О180207. |               |
| О180301                | Тучин - Садове - Пустомити - Вовкошів                          | 18,4            | Автошля́х О180301 — автомобільний шлях довжиною 18,4 км, обласна дорога місцевого значення у Рівненській області. Пролягає по Гощанському районі від села Тучин до села Вовкошів. Починається в селі Тучин на перетині з Р77, проходить через села Ючин, Садове, Люцинів, Пустомити, Малятин. Закінчується в селі Вовкошів на перетині з О180303. В селі Тучин до шляху примикає О180312. В селі Малятин перетинає О180307. |               |
| О180302                | Шкарів - Бугрин - М'ятин                                       | 22,1            | Автошля́х О180302 — автомобільний шлях довжиною 22,1 км, обласна дорога місцевого значення у Рівненській області. Пролягає по Гощанському районі від села Шкарів до села М'ятин. Починається в селі Шкарів на перетині з М06, проходить через села Томахів, Зарічне, Бугрин, Новоставці, Ясне, Посягва, Олексіївка, М'ятин. Закінчується на перетині з О181505. В селах Зарічне і Бугрин збігається з Т 1831 (2,1 км). Поблизу села М'ятин до шляху примикає О180314. |               |
| О180303                | Вовкошів - Синів                                               | 12,6            | Автошля́х О180303 — автомобільний шлях довжиною 12,6 км, обласна дорога місцевого значення у Рівненській області. Пролягає по Гощанському районі від села Вовкошів до села Синів. Починається в селі Вовкошів на перетині з О180301, проходить через села Липки, Андрусіїв, Дружне. Закінчується в селі Синів на перетині з М06. В селі Андрусіїв до шляху примикає О180311. В селах Синів перетинає річку Бухта. |               |
| О180304                | М06 - Русивель - Майків - Жаврів - Бочаниця - Р77              | 24,6            | Автошля́х О180304 — автомобільний шлях довжиною 24,6 км, обласна дорога місцевого значення у Рівненській області. Пролягає по Гощанському районі від перетину з М06 до перетину з Р77. Починається на перетині з М06, проходить через села Федорівка, Русивель, Майків, Жаврів, Бочаниця. Закінчується на перетині з Р77. В селі Федорівка до шляху примикає О180315, в селі Майків - О180305. |               |
| О180305                | Гоща - Дуліби - Майків                                         | 11,6            | Автошля́х О180305 — автомобільний шлях довжиною 11,6 км, обласна дорога місцевого значення у Рівненській області. Пролягає по Гощанському районі від селища міського типу Гоща до села Майків. Починається в селищі міського типу Гоща на перетині з Р77, проходить через село Дуліби. Закінчується в селі Майків на перетині з О180304. Між селищем міського типу Гоща і селом Дуліби до шляху примикає О180310. |               |
| О180306                | Гоща - Башине                                                  | 11,0            | Автошля́х О180306 — автомобільний шлях довжиною 11,0 км, обласна дорога місцевого значення у Рівненській області. Пролягає по Гощанському районі від селища міського типу Гоща до села Башине. Починається в селищі міського типу Гоща на перетині з Р77, проходить через село Симонів. Закінчується в селі Башине. |               |
| О180307                | Матіївка - Мичів - Мощони - Воронів - Воскодави                | 17,3            | Автошля́х О180307 — автомобільний шлях довжиною 17,3 км, обласна дорога місцевого значення у Рівненській області. Пролягає по Гощанському районі від села Матіївка до перетину з Р77. Починається в селі Матіївка, проходить через села Мичів, Малятин, Мощони, Воронів, Малинівка. Закінчується на перетині з Р77 (поблизу села Воскодави). В селі Малятин перетинає О180301. |               |
| О180308                | Тучин - Микулин - Дроздів - Р77                                | 13,5            | Автошля́х О180308 — автомобільний шлях довжиною 13,5 км, обласна дорога місцевого значення у Рівненській області. Пролягає по Гощанському районі від села Тучин до перетину з Р77. Починається в селі Тучин на перетині з Р77, проходить через села Микулин, Дроздів. Закінчується на перетині з Р77. |               |
| О180309                | М06 - Дорогобуж - Подоляни - Горбаків                          | 9,6             | Автошля́х О180309 — автомобільний шлях довжиною 9,6 км, обласна дорога місцевого значення у Рівненській області. Пролягає по Гощанському районі від перетину з М06 до села Горбаків. Починається в селі Дорогобуж на перетині з М06, проходить через село Подоляни. Закінчується в селі Горбаків. |               |
| О180310                | Гоща - Курозвани - О180305                                     | 6,7             | Автошля́х О180310 — автомобільний шлях довжиною 6,7 км, обласна дорога місцевого значення у Рівненській області. Пролягає по Гощанському районі від селища міського типу Гоща до перетину з О180305. Починається в селища міського типу Гоща, проходить через село Курозвани. Закінчується на перетині з О180305. |               |
| О180311                | Чудниця - Витків - Андрусіїв                                   | 12,4            | Автошля́х О180311 — автомобільний шлях довжиною 12,4 км, обласна дорога місцевого значення у Рівненській області. Пролягає по Гощанському районі від села Чудниця до села Андрусіїв. Починається в селі Чуднів на перетині з Р77, проходить через села Красносілля, Витків. Закінчується в селі Андрусіїв на перетині з О180303. |               |
| О180312                | Річиця - Кринички - Тучин                                      | 7,2             | Автошля́х О180312 — автомобільний шлях довжиною 7,2 км, обласна дорога місцевого значення у Рівненській області. Пролягає по Гощанському районі від села Річиця до села Тучин. Починається в селі Річиця, проходить через село Кринички. Закінчується в селі Тучин на перетині з О180301. |               |
| О180313                | М06 - Гоща                                                     | 1,9             | Автошля́х О180313 — автомобільний шлях довжиною 1,9 км, обласна дорога місцевого значення у Рівненській області. Пролягає по Гощанському районі від перетину з М06 до селища міського типу Гоща. Починається на перетині з М06, закінчується в селищі міського типу Гоща. В селищі міського типу Гоща проходить по вулиці Незалежності. |               |
| О180314                | Олексіївка - Посягва - Сергіївка                               | 7,5             | Автошля́х О180314 — автомобільний шлях довжиною 7,5 км, обласна дорога місцевого значення у Рівненській області. Пролягає по Гощанському районі від перетину з О180302 до села Сергіївка. Починається на перетині з О180302, проходить через села Олексіївка, Посягва. Закінчується в селі Сергіївка. |               |
| О180315                | М06 - Федорівка                                                | 3,9             | Автошля́х О180315 — автомобільний шлях довжиною 3,9 км, обласна дорога місцевого значення у Рівненській області. Пролягає по Гощанському районі від перетину з М06 до села Федорівка. Починається на перетині з М06, проходить через село Федорівка, закінчується на перетині з О180304. |               |
| О180401                | Сатиїв - Озеряни - Мізоч - Озерко                              | 39,5            | Автошля́х О180401 — автомобільний шлях довжиною 39,5 км, обласна дорога місцевого значення у Рівненській області. Пролягає по Дубенському (22,8 км) та Здолбунівському (16,7 км) районах від села Сатиїв до села Озерко. Починається в селі Сатиїв, проходить через села Олибів, Жорнів, Зелений Гай, Варковичі, Озеряни, Молодіжне, Травневе, Білашів, селище міського типу Мізоч. Закінчується в селі Острів на перетині з Т 1801. В селі Сатиїв перетинає Т 1806, в селі Зелений Гай - М06. В селищі міського типу Мізоч збігається з Т 1801 (1,7 км), в селі Спасів - з О180802 (2,0 км). В селі Молодіжне до шляху примикає О180419. Між селами Озеряни і Молодіжне поблизу станції Озеряни перетинає залізничну колію лінії Здолбунів - Красне, в селі Травневе лінії вантажних перевезень Озеряни - Мізоч (Рівненська дирекція залізничних перевезень Львівської залізниці). В селах Сатиїв і Жорнів, в селищі міського типу Мізоч перетинає річку Стубазка, в селі Варковичі - річку Хомут. |               |
| О180402                | Білогородка - М06                                              | 6,5             | Автошля́х О180402 — автомобільний шлях довжиною 6,5 км, обласна дорога місцевого значення у Рівненській області. Пролягає по Дубенському районі від села Білогородка до села Верба. Починається в селі Білогородка, проходить через села Софіївка Перша, закінчується в селі Верба на перетині з О180420 (вулиця Львівська). В селі Верба проходить під М06. |               |
| О180403                | Дубно - Семидуби - Кліпець                                     | 22,7            | Автошля́х О180403 — автомобільний шлях довжиною 22,7 км, обласна дорога місцевого значення у Рівненській області. Пролягає по Дубенській міській раді (2,3 км) та Дубенському районі (20,4 км) від міста Дубно до села Кліпець. Починається в місто Дубно на перетині з М19 (вулиця Михайла Грушевського), проходить через села Злинець, Семидуби, Залужжя, Тростянець, Соснівка. Закінчується в селі Кліпець. В місті Дубно проходить по вулиці Семидубська. В місті Дубно перетинає залізничну колію лінії Здолбунів - Красне (Рівненська дирекція залізничних перевезень Львівської залізниці). |               |
| О180404                | Дубно - Тараканів - Великі Загірці                             | 6,9             | Автошля́х О180404 — автомобільний шлях довжиною 6,9 км, обласна дорога місцевого значення у Рівненській області. Пролягає по Дубенській міській раді (0,5 км) та Дубенському районі (6,4 км) від міста Дубно до села Великі Загірці. Починається в місто Дубно на перетині з М19 (вулиця Залізнична), проходить через село Тараканів, закінчується в селі Великі Загірці. В селі Тараканів перетинає М06. На межі міста Дубно перетинає річку Іква. |               |
| О180405                | Повча - Турковичі - М06                                        | 13,4            | Автошля́х О180405 — автомобільний шлях довжиною 13,4 км, обласна дорога місцевого значення у Рівненській області. Пролягає по Дубенському районі від села Повча до перетину з М06. Починається в селі Повча на перетині з Т 0303, проходить через села Будераж, Мильча, Пирятин, Турковичі. Закінчується на перетині з М06. В селах Мильча і Турковичі перетинає річку Повчанка. |               |
| О180406                | О180403 - Здовбиця - Клинці                                    | 11,3            | Автошля́х О180406 — автомобільний шлях довжиною 11,3 км, обласна дорога місцевого значення у Рівненській області. Пролягає по Дубенському районі від перетину з О180403 до села Клинці. Починається поблизу О180403, проходить через села Здовбиця, Гірники, Збитин, Клинці. Закінчується поблизу села Клинці. В селі Клинці перетинає річку Збитинка. |               |
| О180407                | Мирогоща - Варковичі                                           | 10,5            | Автошля́х О180407 — автомобільний шлях довжиною 10,5 км, обласна дорога місцевого значення у Рівненській області. Пролягає по Дубенському районі від села Мирогоща Друга до села Варковичі. Починається в селі Мирогоща Друга на перетині з Т 1801, проходить через села Мирогоща Перша, Молодаво Третє, Молодаво Перше. Закінчується в селі Варковичі на перетині з О180401. В селі Молодаво Третє до шляху примикає О180417. В селі Мирогоща Друга перетинає річку Липка, в селі Варковичі - річку Стубазка. |               |
| О180408                | Черешнівка - Рачин                                             | 11,3            | Автошля́х О180408 — автомобільний шлях довжиною 11,3 км, обласна дорога місцевого значення у Рівненській області. Пролягає по Дубенському районі від села Черешнівка до села Рачин. Починається в селі Черешнівка, проходить через село Привільне. Закінчується в селі Рачин на перетині з Т 1801. В селі Привільне перетинає М06. В селі Привільне збігається з О180414 (0,2 км). В селі Рачин перетинає річку Липка. |               |
| О180409                | Птича - Стара Носовиця - Судобичі                              | 8,8             | Автошля́х О180409 — автомобільний шлях довжиною 8,8 км, обласна дорога місцевого значення у Рівненській області. Пролягає по Дубенському районі від села Птича до села Судобичі. Починається в селі Птича на перетині з М06, проходить через село Стара Носовиця. Закінчується в селі Судобичі на перетині з М19. В селі Птича біля платформи Птича перетинає залізничну колію лінії Здолбунів - Красне, в селі Судобичі - лінії Кременець - Дубно (Рівненська дирекція залізничних перевезень Львівської залізниці). В селі Стара Носовиця перетинає річку Іква. |               |
| О180410                | Зелене - Іваннє - М06                                          | 9,5             | Автошля́х О180410 — автомобільний шлях довжиною 9,4 км, обласна дорога місцевого значення у Рівненській області. Пролягає по Дубенському районі (8,1 км) та Дубенській міській раді (1,4 км) від села Зелене до міста Дубно. Починається в селі Зелене на перетині з М19, проходить через село Іваннє. Закінчується в місті Дубно на перетині з Т 0303 (вулиця Забрама). В місті Дубно проходить по вулицях М'ятинська і Панаса Мирного. В місті Дубно перетинає М06. В селі Іваннє перетинає річку Іква. |               |
| О180411                | Комарівка - Берег                                              | 2,4             | Автошля́х О180411 — автомобільний шлях довжиною 2,4 км, обласна дорога місцевого значення у Рівненській області. Пролягає по Дубенському районі від села Комарівка до села Берег. Починається в селі Комарівка, закінчується в селі Берег на перетині з О180418. |               |
| О180412                | Т 1801 - Заруддя - Травневе                                    | 10,8            | Автошля́х О180412 — автомобільний шлях довжиною 10,8 км, обласна дорога місцевого значення у Рівненській області. Пролягає по Дубенському районі від перетину з Т 1801 до села Травневе. Починається на перетині з Т 1801, проходить через села Заруддя, Білоберіжжя, Княгинин. Закінчується в селі Травневе. В селі Княгинин збігається з О180419 (0,4 км). В селі Білоберіжжя перетинає річку Стубазка. |               |
| О180413                | О180403 - Майдан                                               | 17,1            | Автошля́х О180413 — автомобільний шлях довжиною 17,1 км, обласна дорога місцевого значення у Рівненській області. Пролягає по Дубенському районі від перетину з О180403 до села Майдан. Починається в селі Залужжя на перетині з О180403, проходить через село Грядки, закінчується в селі Майдан. Між селами Грядки і Майдан перетинає річки Тростянецька і Замишівка. |               |
| О180414                | М19 - Бортниця - Привільне                                     | 6,4             | Автошля́х О180414 — автомобільний шлях довжиною 6,4 км, обласна дорога місцевого значення у Рівненській області. Пролягає по Дубенському районі від перетину з М19 до села Дубрівка. Починається на перетині з М19, проходить через села Бортниця, Привільне. Закінчується в селі Дубрівка на перетині з М06. В селі Привільне збігається з О180408 (0,2 км). |               |
| О180415                | Дитиничі - Переросля                                           | 7,4             | Автошля́х О180415 — автомобільний шлях довжиною 7,4 км, обласна дорога місцевого значення у Рівненській області. Пролягає по Дубенському районі від села Дитиничі до села Переросля. Починається в селі Дитиничі на перетині з М19, проходить через село Плоска, закінчується в селі Переросля. |               |
| О180416                | М06 - Клюки - М19                                              | 5,5             | Автошля́х О180416 — автомобільний шлях довжиною 5,5 км, обласна дорога місцевого значення у Рівненській області. Пролягає по Дубенському районі від перетину з М06 до перетину з М19. Починається на перетині з М06, проходить через села Кам'яниця, Клюки, закінчується на перетині з М19. В селі Кам'яниця біля платформи Підлужжя перетинає залізничну колію ліній Здолбунів - Красне та Кременець - Дубно (Рівненська дирекція залізничних перевезень Львівської залізниці). Між селами Кам'яниця і Клюки перетинає річку Іква. |               |
| О180417                | Молодаво Друге - Молодаво Третє                                | 2,3             | Автошля́х О180417 — автомобільний шлях довжиною 2,3 км, обласна дорога місцевого значення у Рівненській області. Пролягає по Дубенському районі від перетину з М06 до села Молодаво Третє. Починається на перетині з М06, закінчується в селі Молодаво Третє на перетині з О180407. |               |
| О180418                | Т 1821 - Берег - Т 1822                                        | 5,7             | Автошля́х О180418 — автомобільний шлях довжиною 5,7 км, обласна дорога місцевого значення у Рівненській області. Пролягає по Дубенському районі від перетину з Т 1821 до перетину з Т 1822. Починається на перетині з Т 1821, проходить через село Берег, закінчується в селі Берег на перетині з Т 1822. В селі Берег до шляху примикає О180411. |               |
| О180419                | Молодіжне - Княгинин - Нараїв                                  | 6,7             | Автошля́х О180419 — автомобільний шлях довжиною 6,7 км, обласна дорога місцевого значення у Рівненській області. Пролягає по Дубенському районі від села Молодіжне до села Нараїв. Починається в селі Молодіжне на перетині з О180401, проходить через село Княгинин, закінчується в селі Нараїв. В селі Княгинин збігається з О180412 (0,4 км). Між селами Княгинин і Нараїв перетинає Т 1801. В селі Княгинин перетинає річку Стубазка. |               |
| О180420                | М06 - Верба - М06                                              | 3,7             | Автошля́х О180420 — автомобільний шлях довжиною 3,7 км, обласна дорога місцевого значення у Рівненській області. Пролягає по Дубенському районі від перетину з М06 до перетину з М06. Починається на перетині з М06, проходить через село Верба, закінчується на перетині з М06. В селі Верба проходить по вулиці Львівська. В селі Верба до шляху примикає О180402. В селі Верба збігається з Т 1821 (1,4 км). |               |
| О180501                | Рогізне - Копань                                               | 7,5             | Автошля́х О180501 — автомобільний шлях довжиною 7,5 км, обласна дорога місцевого значення у Рівненській області. Пролягає по Демидівському районі від села Рогізне до села Копань. Починається в селі Рогізне на перетині з Т 0303, проходить через село Глибока Долина. Закінчується в селі Копань на перетині з Т 1806. |               |
| О180502                | Демидівка - Калинівка                                          | 7,5             | Автошля́х О180502 — автомобільний шлях довжиною 7,5 км, обласна дорога місцевого значення у Рівненській області. Пролягає по Демидівському районі від села Лішня до села Калинівка. Починається в селі Лішня на перетині з Т 1806, проходить через село Рудка, закінчується в селі Калинівка. В селі Рудка до шляху примикає О180503. |               |
| О180503                | Рудка - Ільпибоки                                              | 2,9             | Автошля́х О180503 — автомобільний шлях довжиною 2,9 км, обласна дорога місцевого значення у Рівненській області. Пролягає по Демидівському районі від села Рудка до села Ільпибоки. Починається в селі Рудка на перетині з О180502, закінчується в селі Ільпибоки. |               |
| О180504                | Боремель - Шибин                                               | 3,5             | Автошля́х О180504 — автомобільний шлях довжиною 3,5 км, обласна дорога місцевого значення у Рівненській області. Пролягає по Демидівському районі від села Боремель до села Шибин. Починається в селі Боремель, закінчується в селі Шибин. |               |
| О180505                | Ниви-Золочівські - Т 0303                                      | 5,6             | Автошля́х О180505 — автомобільний шлях довжиною 5,6 км, обласна дорога місцевого значення у Рівненській області. Пролягає по Демидівському районі від села Ниви-Золочівські до перетину з Т 0303. Починається в селі Ниви-Золочівські, закінчується в селі Золочівка на перетині з Т 0303. |               |
| О180506                | Охматків - Княгинине - Т 1806                                  | 6,8             | Автошля́х О180506 — автомобільний шлях довжиною 6,8 км, обласна дорога місцевого значення у Рівненській області. Пролягає по Демидівському районі від села Охматків до перетину з Т 1806. Починається в селі Охматків, проходить через села Перекалі, Княгинине. Закінчується на перетині з Т 1806. В селі Княгинине збігається з Т 1813 (0,3 км). |               |
| О180508                | Т 0303 - Пашева - Малеве                                       | 5,1             | Автошля́х О180508 — автомобільний шлях довжиною 5,1 км, обласна дорога місцевого значення у Рівненській області. Пролягає по Демидівському районі від перетину з Т 0303 до села Малеве. Починається на перетині з Т 0303, проходить через село Пашева, закінчується в селі Малеве на перетині з О181113. |               |
| О180509                | Лисин - Товпижин - Т 1806                                      | 18,5            | Автошля́х О180509 — автомобільний шлях довжиною 18,5 км, обласна дорога місцевого значення у Рівненській області. Пролягає по Демидівському районі від села Лисин до перетину з Т 1806. Починається в селі Лисин, проходить через села Лопавше, Хрінники, Товпижин. Закінчується в селі Вербень на перетині з Т 1806. В селі Хрінники перетинає Т 0303. |               |
| О180603                | Заслуччя - Великі Озера                                        | 21,2            | Автошля́х О180603 — автомобільний шлях довжиною 21,2 км, обласна дорога місцевого значення у Рівненській області. Пролягає по Дубровицькому районі від села Заслуччя до села Великі Озера. Починається в селі Заслуччя на перетині з Т 1809, проходить через села Залужжя, Різки. Закінчується поблизу села Великі Озера на перетині з С180609. |               |
| О180604                | Н25 - Висоцьк                                                  | 2,7             | Автошля́х О180604 — автомобільний шлях довжиною 2,7 км, обласна дорога місцевого значення у Рівненській області. Пролягає по Дубровицькому районі від перетину з Н25 до села Висоцьк. Починається на перетині з Н25, закінчується в селі Висоцьк. В селі Висоцьк перетинає річку Сирень. |               |
| О180605                | Золоте - Рудня                                                 | 8,3             | Автошля́х О180605 — автомобільний шлях довжиною 8,3 км, обласна дорога місцевого значення у Рівненській області. Пролягає по Дубровицькому районі від села Золоте до села Рудня. Починається в селі Золоте на перетині з Т 1805, проходить через села Партизанське, Людинь. Закінчується поблизу села Рудня на перетині з Н25. Між селами Партизанське і Людинь та в селі Рудня перетинає річку Сирень. |               |
| О180606                | Т 1809 - Трипутня                                              | 10,8            | Автошля́х О180606 — автомобільний шлях довжиною 10,8 км, обласна дорога місцевого значення у Рівненській області. Пролягає по Дубровицькому районі від перетину з Т 1809 до села Трипутня. Починається на перетині з Т 1809, проходить через села Залішани, Кривиця. Закінчується в селі Трипутня. В селі Трипутня до шляху примикає О180607. |               |
| О180607                | Трипутня - Осова - Бережниця                                   | 19,6            | Автошля́х О180607 — автомобільний шлях довжиною 19,6 км, обласна дорога місцевого значення у Рівненській області. Пролягає по Дубровицькому районі від села Трипутня до села Бережниця. Починається в селі Трипутня на перетині з О180606, проходить через села Грані, Осова, Підлісне. Закінчується в селі Бережниця на перетині з Т 1817. В селі Осова збігається з Т 1809 (0,5 км). Між селами Осова і Підлісне до шляху примикає О180208. В селах Осова і Підлісне перетинає річку Бережанка. |               |
| О180608                | Велюнь - станція Милячі                                        | 3,7             | Автошля́х О180608 — автомобільний шлях довжиною 3,7 км, обласна дорога місцевого значення у Рівненській області. Пролягає по Дубровицькому районі від села Велюнь до перетину з Т 1809. Починається в селі Велюнь, проходить через село Загребля. Закінчується на перетині з Т 1809. |               |
| О180609                | Н25 - Лютинськ                                                 | 2,0             | Автошля́х О180609 — автомобільний шлях довжиною 2,0 км, обласна дорога місцевого значення у Рівненській області. Пролягає по Дубровицькому районі від перетину з Н25 до села Лютинськ. Починається в селі Лютинськ на перетині з Н25, закінчується в селі Лютинськ. |               |
| О180610                | Дубровиця - Мочулище - Острівці                                | 6,4             | Автошля́х О180610 — автомобільний шлях довжиною 6,4 км, обласна дорога місцевого значення у Рівненській області. Пролягає по Дубровицькому районі від міста Дубровиця до села Острівці. Починається в місті Дубровиця на перетині з Т 1809, проходить через село Мочулище. Закінчується в селі Острівці. В місті Дубровиця проходить по вулиці Макарівська. В місті Дубровиця перетинає Н25. В селі Мочулище до шляху примикає О180611. |               |
| О180611                | Мочулище - Крупове                                             | 5,0             | Автошля́х О180611 — автомобільний шлях довжиною 5,0 км, обласна дорога місцевого значення у Рівненській області. Пролягає по Дубровицькому районі від села Мочулище до перетину з Т 1809. Починається в селі Мочулище на перетині з О180610, проходить через село Крупове. Закінчується на перетині з Т 1809. |               |
| О180612                | Н25 - Селець                                                   | 3,1             | Автошля́х О180612 — автомобільний шлях довжиною 3,1 км, обласна дорога місцевого значення у Рівненській області. Пролягає по Дубровицькому районі від перетину з Н25 до села Селець. Починається на перетині з Н25, закінчується в селі Селець. |               |
| О180613                | Н25 - Тумень                                                   | 2,2             | Автошля́х О180613 — автомобільний шлях довжиною 2,2 км, обласна дорога місцевого значення у Рівненській області. Пролягає по Дубровицькому районі від перетину з Н25 до села Тумень. Починається на перетині з Н25, закінчується в селі Тумень. |               |
| О180615                | Смородськ - Миляч                                              | 14,4            | Автошля́х О180615 — автомобільний шлях довжиною 14,4 км, обласна дорога місцевого значення у Рівненській області. Пролягає по Дубровицькому районі від села Смородськ до села Миляч. Починається в селі Смородськ, проходить через село Удрицьк. Закінчується в селі Миляч на перетині з Т 1809. Між селами Удрицьк і Миляч перетинає залізничну колію лінії Сарни - Удрицьк (Рівненська дирекція залізничних перевезень Львівської залізниці). |               |
| О180616                | Дубровиця - Пристань                                           | 0,6             | Автошля́х О180616 — автомобільний шлях довжиною 0,6 км, обласна дорога місцевого значення у Рівненській області. Пролягає по Дубровицькому районі від міста Дубровиця до річки Горинь. Починається в місті Дубровиця, закінчується на старій пристані на річці Горинь. |               |
| О180617                | Дубровиця - Порубка                                            | 1,1             | Автошля́х О180617 — автомобільний шлях довжиною 1,1 км, обласна дорога місцевого значення у Рівненській області. Пролягає по Дубровицькому районі від міста Дубровиця до села Порубка. Починається в місті Дубровиця на перетині з Т 1809, закінчується в селі Порубка. В місті Дубровиця перетинає залізничну колію лінії Сарни - Удрицьк (Рівненська дирекція залізничних перевезень Львівської залізниці). |               |
| О180618                | Лісове - Р76                                                   | 1,8             | Автошля́х О180618 — автомобільний шлях довжиною 1,8 км, обласна дорога місцевого значення у Рівненській області. Пролягає по Дубровицькому районі від села Лісове до перетину з Р76. Починається в селі Лісове, закінчується на перетині з Р76. |               |
| О180619                | під'їзди до міста Дубровиця                                    | 2,9             | Автошля́х О180619 — автомобільний шлях довжиною 2,9 км, обласна дорога місцевого значення у Рівненській області. Пролягає по Дубровицькому районі від перетину з Н25 до міста Дубровиця. Починається в селі Берестя на перетині з Н25, закінчується в місті Дубровиця на перетині з Т 1810. |               |
| О180701                | Морочне - Задовже                                              | 18,7            | Автошля́х О180701 — автомобільний шлях довжиною 18,7 км, обласна дорога місцевого значення у Рівненській області. Пролягає по Зарічненському районі від села Морочне до села Задовже. Починається в селі Морочне на перетині з Р76, проходить через села Локниця, Кутин, Задовже. Закінчується на кордоні з Волинською областю. Поблизу села Храпин до шляху примикає О180708, в селі Кутин - О180705. В селі Локниця перетинає річку Млинок, в селі Кутин - річку Веселуха. |               |
| О180703                | Соломир - Вовчиці - Дібрівськ - Сварицевичі                    | 50,8            | Автошля́х О180703 — автомобільний шлях довжиною 50,8 км, обласна дорога місцевого значення у Рівненській області. Пролягає по Дубровицькому (10,4 км) та Зарічненському (40,4 км) районах від села Соломир до села Сварицевичі. Починається в селі Соломир, проходить через села Серники, Бір, Зелена Діброва, Вовчиці, Дібрівськ, Зелень, Сварицевичі. Закінчується на перетині з Р76. В селі Серники збігається з Р76 (0,3 км). В селі Серники та поблизу села Зелень перетинає річку Стубла. |               |
| О180704                | Зарічне - Комори                                               | 19,5            | Автошля́х О180704 — автомобільний шлях довжиною 19,5 км, обласна дорога місцевого значення у Рівненській області. Пролягає по Зарічненському районі від селища міського типу Зарічне до села Комори. Починається в селищі міського типу Зарічне на перетині з Р76, проходить через село Неньковичі. Закінчується в селі Комори. Поблизу села Неньковичі перетинає річку Гнила Прип'ять, в селі Комори - річку Вибій. |               |
| О180705                | Млин - Нобель - Кутин                                          | 11,1            | Автошля́х О180705 — автомобільний шлях довжиною 11,1 км, обласна дорога місцевого значення у Рівненській області. Пролягає по Зарічненському районі від села Млин до села Кутин. Починається в селі Млин, проходить через села Нобель, Дідівка, Любинь. Закінчується в селі Кутин на перетині з О180701. |               |
| О180706                | Голубне - Новорічиця - Коник                                   | 11,9            | Автошля́х О180706 — автомобільний шлях довжиною 11,9 км, обласна дорога місцевого значення у Рівненській області. Пролягає по Зарічненському районі від села Голубне до села Коник. Починається в селі Голубне, проходить через село Новорічиця. Закінчується поблизу села Коник. |               |
| О180707                | Кухче - Кухітська Воля                                         | 16,1            | Автошля́х О180707 — автомобільний шлях довжиною 16,1 км, обласна дорога місцевого значення у Рівненській області. Пролягає по Зарічненському районі від села Кухче до села Кухітська Воля. Починається в селі Кухче на перетині з О180708, проходить через село Острівськ. Закінчується в селі Кухітська Воля на перетині з О180710. Поблизу села Острівськ перетинає річку Веселуха. |               |
| О180708                | Храпин - Радове                                                | 11,4            | Автошля́х О180706 — автомобільний шлях довжиною 11,4 км, обласна дорога місцевого значення у Рівненській області. Пролягає по Зарічненському районі від села Храпин до села Радове. Починається поблизу села Храпин на перетині з О180701, проходить через села Храпин, Новосілля, Кухче. Закінчується в селі Радове. В селі Кухче до шляху примикає О180707. Між селами Кухче і Новосілля перетинає річку Веселуха. |               |
| О180709                | Гориничі - Омит - Прикладники                                  | 10,0            | Автошля́х О180709 — автомобільний шлях довжиною 10,0 км, обласна дорога місцевого значення у Рівненській області. Пролягає по Зарічненському районі від села Гориничі до села Прикладники. Починається поблизу села Гориничі, проходить через села Гориничі, Омит. Закінчується в селі Прикладники на перетині з Р76. |               |
| О180710                | Залізниця - Кухітська Воля - Борове                            | 22,1            | Автошля́х О180710 — автомобільний шлях довжиною 22,1 км, обласна дорога місцевого значення у Рівненській області. Пролягає по Зарічненському районі від села Млин до села Кутин. Починається на кордоні з Волинською областю, проходить через села Кухітська Воля, Річки, Тиховиж, Перекалля. Закінчується в селі Борове. В селі Кухітська Воля до шляху примикає О180707. Між селами Тиховиж і Борове двічі перетинає вузькоколійну залізницю Антонівка — Зарічне (Рівненська дирекція залізничних перевезень Львівської залізниці) Між селами Кухітська Воля і Річки перетинає річку Веселуха. |               |
| О180801                | Півче - Т 1820                                                 | 7,3             | Автошля́х О180801 — автомобільний шлях довжиною 7,3 км, обласна дорога місцевого значення у Рівненській області. Пролягає по Здолбунівському районі від села Півче до перетину з Т 1820. Починається в селі Півче на перетині з О180804, проходить через село Будераж. Закінчується в селі Буща на перетині з Т 1820. |               |
| О180802                | Здолбунів - Глинськ - Стеблівка                                | 26,6            | Автошля́х О180802 — автомобільний шлях довжиною 26,6 км, обласна дорога місцевого значення у Рівненській області. Пролягає по Здолбунівському районі від міста Здолбунів до села Стеблівка. Починається на межі міста Здолбунів і села Богдашів на перетині з Н25, проходить через села Ільпінь, Орестів, П'ятигори, Глинськ, Загора, Підцурків, Цурків, Спасів. Закінчується в селі Стеблівка на перетині з Т 1801. В селі Спасів збігається з О180401 (2,0 км). В селі Глинськ поблизу зупинного пункту Глинськ перетинає залізничну колію лінії Здолбунів - Красне, в селі Спасів - лінії вантажних перевезень Озеряни — Мізоч (Рівненська дирекція залізничних перевезень Львівської залізниці). Між селами Богдашів і Ільпінь, в селах Глинськ і Спасів перетинає річку Устя, в селі Стеблівка - річку Стубазка. |               |
| О180803                | М06 - Глинськ - Здовбиця - Новосілки                           | 34,3            | Автошля́х О180803 — автомобільний шлях довжиною 34,3 км, обласна дорога місцевого значення у Рівненській області. Пролягає по Здолбунівському районі від перетину з М06 до села Новосілки. Починається на перетині з М06, проходить через села Глинськ, Здовбиця, Новомильськ, Копиткове, Мар'янівка. Закінчується в селі Новосілки на перетині з Т 1830. В селі Глинськ збігається з О180802 (1,0 км). В селі Здовбиця перетинає Н25 (2,0 км) і збігається з Т 1801 (0,8 км). В селі Копиткове до шляху примикає О180804. В селі Глинськ поблизу зупинного пункту Глинськ перетинає залізничну колію лінії Здолбунів - Красне (Рівненська дирекція залізничних перевезень Львівської залізниці), між селами Здовбиця і Новомильськ - лінії Шепетівка — Здолбунів (Козятинська дирекція залізничних перевезень Південно-Західної залізниці). В селах Глинськ і Новомильськ перетинає річку Устя. |               |
| О180804                | Залібівка - Півче - Мізоч - Копиткове                          | 44,7            | Автошля́х О180804 — автомобільний шлях довжиною 44,7 км, обласна дорога місцевого значення у Рівненській області. Пролягає по Здолбунівському районі від села Залібівка до села Копиткове. Починається в селі Залібівка, проходить через села Мала Мощаниця, Ступно, Суйми, Півче, Залісся, Йосипівка, Гільча Друга, Гільча Перша, Миротин, Івачків, селище міського типу Мізоч. Закінчується в селі Копиткове на перетині з О180803. В селі Півче до шляху примикає О180801, в селі Залісся - О180806. В селищі міського типу Мізоч збігається з Т 1819 (1,9 км) та Т 1820 (2,6 км). В селі Івачків перетинає залізничну колію лінії Шепетівка — Здолбунів (Козятинська дирекція залізничних перевезень Південно-Західної залізниці). В селі Суйми двічі перетинає річку Збитинка, в селищі міського типу Мізоч - річку Стубазка, в селі Гільча Друга - річку Устя. |               |
| О180805                | Івачків - ст. Івачкове                                         | 2,7             | Автошля́х О180805 — автомобільний шлях довжиною 2,7 км, обласна дорога місцевого значення у Рівненській області. Пролягає по Здолбунівському районі від села Івачків до станції Івачкове. Починається в селі Івачків на перетині з О180804, закінчується в селі Івачків поблизу станції Івачкове (Козятинська дирекція залізничних перевезень Південно-Західної залізниці). |               |
| О180806                | Лідаво - Урвенна - Залісся                                     | 8,5             | Автошля́х О180806 — автомобільний шлях довжиною 8,5 км, обласна дорога місцевого значення у Рівненській області. Пролягає по Здолбунівському районі від села Лідаво до села Залісся. Починається в селі Лідаво на перетині з Н25, проходить через село Урвенна. Закінчується в селі Залісся на перетині з О180804. |               |